# 14103 Manzoni
14103 Manzoni este un asteroid din centura principală de asteroizi.

## Descriere
14103 Manzoni este un asteroid din centura principală de asteroizi. A fost descoperit pe 1 octombrie 1997 la Sormano de Piero Sicoli și Augusto Testa. Asteroidul prezintă o orbită caracterizată de o semiaxă mare de 2,94 ua, o excentricitate de 0,07 și o înclinație de 2,1° în raport cu ecliptica.